# 圣吕克
圣吕克（法語：Saint-Luc，法語發音：[sɛ̃ lyk] ⓘ）是法国厄尔省的一个市镇，位于该省中部偏东南，属于埃夫勒区。

## 地理
圣吕克（48°58'26"N, 1°14'14"E）面积5.08 平方千米，位于法国诺曼底大区厄尔省，该省份为法国北部内陆省份，北起滨海塞纳省，西接奧恩省和卡爾瓦多斯省，南至厄尔-卢瓦省，东临瓦兹省、瓦兹河谷省和伊夫林省。
与圣吕克接壤的市镇（或旧市镇、城区）包括：勒瓦勒达维德、拉特里尼泰、拉巴罗尼。

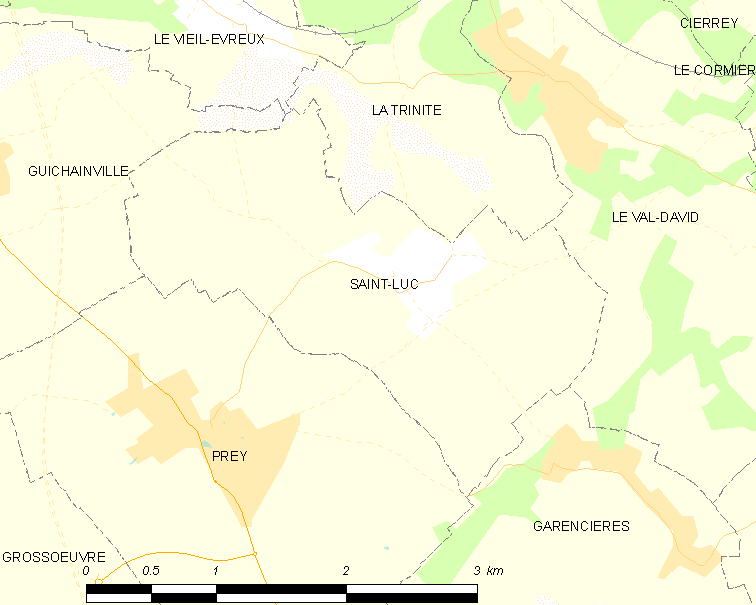
圣吕克的OSM定位图

圣吕克的时区为UTC+01:00、UTC+02:00（夏令时）。

## 行政
圣吕克的邮政编码为27930，INSEE市镇编码为27560。

## 政治
圣吕克所属的省级选区为埃夫勒第三县。

## 人口

1962-2008年间圣吕克人口变化图示

圣吕克于2022年1月1日时的人口数量为244人。